# Пасічник Віктор Степанович
Ві́ктор Степа́нович Па́січник (позивний «Ведмідь»; 5 березня 1993, с. Саранчуки, Тернопільська область — 9 вересня 2024, Донецька область) — український військовослужбовець, молодший сержант 67 ОМБр Збройних сил України, учасник російсько-української війни. Кавалер ордена «За мужність» III ступеня (2023).

## Життєпис
Віктор Пасічник народився в селі Саранчуках, нині Саранчуківської громади Тернопільського району Тернопільської области України.
Закінчив Тернопільський технічний університет за спеціальністю інженер-механік.
У 2014—2016 роках воював на сході України. Учасник боїв біля Савур-Могили на Донеччині, а також за населені пункти Карлівка, Піски, Тоненьке, Водяне, Станиця Луганська. Після демобілізації працював за кордоном.
Після широкомасштабного російського вторгнення, знову на фронті. Служив кулеметником роти вогневої підтримки батальйону імені Тараса Бобанича 67-ї окремої механізованої бригади. Брав участь у визволенні Київщини, Чернігівщини (зокрема села Новий Биків), Харківщини; воював у Серебрянському лісі на межі Донецької та Луганської областей.
Загинув 9 вересня 2024 року на Донеччині. Похований на Микулинецькому цвинтарі.

## Нагороди
- орден «За мужність» III ступеня (14 березня 2023) — за особисту мужність і самовіддані дії, виявлені у захисті державного суверенітету та територіальної цілісності України[2].